# Metropolia nadamurska
Metropolia nadamurska – jedna z metropolii Rosyjskiego Kościoła Prawosławnego. W jej skład wchodzą cztery eparchie: chabarowska, amurska, wanińska oraz nikołajewska.
Erygowana przez Święty Synod Rosyjskiego Kościoła Prawosławnego w październiku 2011. Jej pierwszym ordynariuszem został metropolita chabarowski i nadamurski Ignacy (Połogrudow), jego następcą był w latach 2016–2018 metropolita Włodzimierz (Samochin). Od 2018 zwierzchnikiem administratury jest arcybiskup (od 2019 metropolita) Artemiusz (Snigur).